# 米列罗沃空军基地袭击
米列罗沃空军基地袭击是自2022年2月24日俄罗斯全面入侵乌克兰后期间的一次袭击。乌克兰军队动用OTR-21托奇卡导弹袭击了位于两国边境16公里俄罗斯小镇米列罗沃的空军基地。导弹击中了摧毁了一些俄罗斯空军战机，击中空军基地后，其建筑物也陷入一片火海。
乌克兰武装部队还没有发表官方评论此次袭击，但据称乌克兰是为了回应俄罗斯军队对乌克兰城市的炮击而发动的。据报道，还有多人受伤，乌克兰官员称至少有两架在地面的俄罗斯苏-30战斗机被摧毁。
俄羅斯飛行員維塔利·沃伊采霍夫斯基（Виталий Воцеховский）是俄羅斯第16航空旅的飛行員。他於3月19日在一家醫院去世，原因是2月25日在米勒羅沃空軍基地遭到Tochka-U導彈襲擊後受傷。